# Јеллена (албум)
Јеллена је дебитантски албум српске поп певачице Јеллене издат 2001. године за Сити Рекордс, након што је напустила Коктел бенд. Пратеће вокале певала је Александра Радовић. Неколико песама на албуму написала је сама певачица. Издвојили су се хитови Плакаћеш ко жена и Горане.

## Списак песама
| №   | Назив                    | Текст                        | Музика            | Трајање |  |
| 1.  | Плакаћеш ко жена         | Зоран Лековић                | Нена Лековић      | 3:19    |  |
| 2.  | Неће гром                | Зоран Лековић                | Нена Лековић      | 3:30    |  |
| 3.  | Стање опсадно            | Гордана Јелић                | Саша Драгић       | 3:35    |  |
| 4.  | Преживећу                | Нена Лековић                 | Нена Лековић      | 3:14    |  |
| 5.  | Ја тебе заводим          | Ивана Ђорђевић (текстописац) | Жељко Савић       | 3:16    |  |
| 6.  | Грешка                   | Владимир Грајић              | Владимир Грајић   | 3:33    |  |
| 7.  | Нек буде сватова         | Нена Лековић                 | Нена Лековић      | 3:33    |  |
| 8.  | Немам везе с тим         | Маја                         | Маја              | 3:32    |  |
| 9.  | Заувек твоја             | Биљана Спасић                | Срђан Симић Камба | 3:12    |  |
| 10. | Горане                   | Нена Лековић                 | Нена Лековић      | 3:26    |  |
| 11. | Хеј стани душо клуб микс | Нена Лековић                 | Нена Лековић      | 3:57    |  |
| 12. | Ја се не предајем        | Јеллена                      | Јеллена           | 3:57    |  |
| 13. | Светица                  | Нена Лековић                 | Нена Лековић      | 2:59    |  |
| 14. | Све                      | Зоран Лековић                | Нена Лековић      | 3:22    |  |
| 15. | Људи смо                 | Нена Лековић                 | Јеллена           | 3:40    |  |
| 16. | Срећан ти рођендан       | Јеллена                      | Јеллена           | 2:25    |  |

## Рефереце
1. ↑  Jellena - Jellena (на језику: енглески), 2001, Приступљено 2023-10-24